# Ninken
Ninken (仁賢天皇?, Ninken Tennō o 仁賢大王?, Ninken Ōkimi, detto anche Shima no Iratsuko; prima del 449 – Tenri, 498) è stato il 24º imperatore del Giappone secondo la lista tradizionale di successione.
Nessuna data certa può essere assegnata al suo regno, ma si ritiene che abbia governato verso la fine del V secolo.
Gli eventi e le date che lo riguardano sono riportate negli Annali del Giappone (日本紀?, Nihongi) e nelle Cronache degli antichi eventi (古事記?, Kojiki), testi che furono compilati all'inizio dell'VIII secolo.

## Biografia
L'imperatore Ninken alla nascita era il principe imperiale Oke, o Oyoke, ed il nonno era l'imperatore Richū, che fu sovrano dal 400 al 405. Alla morte di Richū, il trono del crisantemo passò ai fratelli di questo, Hanzei (406-410) ed Ingyō (411-453), poi al figlio di Ingyō, Ankō (453-456). Quando questi fu assassinato, si scatenò una lotta tra i discendenti della dinastia imperiale, in cui ebbe la meglio il fratello di Ankō, che divenne l'imperatore Yūryaku (456-479).
Tra i vari pretendenti al trono che vennero uccisi vi fu il principe Ichinobe-no Oshiwa, padre di Oke, trapassato da una freccia scoccata dallo stesso Yūryaku. Nel timore di essere a loro volta uccisi, Oke ed il fratello minore, il principe Woke, si rifugiarono ad Akashi, nella provincia di Harima, dove si nascosero e lavorarono in una fattoria.
Il successore di Yūryaku fu il figlio, che divenne l'imperatore Seinei (480-484). Quando questi si rese conto di essere prossimo alla morte e di non poter avere eredi, rintracciò i principi Oke e Woke, li adottò e nominò Oke suo erede al trono. Alla morte del sovrano, il principe ereditario Oke si assentò per un lungo periodo e fu reggente al trono la sorella, Iidoyo no Ao. Questa morì dopo un anno, Oke ritornò ma rinunciò al trono in favore del fratello, grazie al quale i due erano stati riconosciuti come principi dall'emissario di Seinei.
Woke divenne l'imperatore Kenzō e regnò per due soli anni, dal 485 fino alla morte, avvenuta nel 487. Non aveva avuto figli e, alcuni mesi dopo la sua morte, il fratello maggiore Oke, che era stato nominato principe ereditario, ascese al trono il quinto giorno del primo mese di primavera del 488.
Non regnò con l'attuale titolo imperiale di "sovrano celeste" (天皇?, tennō), che secondo buona parte della storiografia fu introdotto per il regno dell'imperatore Tenmu. Il suo titolo fu "grande re che governa tutto quanto sta sotto il cielo" (治天下大王?, Sumeramikoto o ?, Amenoshita Shiroshimesu Ōkimi, oppure anche "grande re di Yamato" (ヤマト大王? o ヤマト大君?).
I clan dell'antica provincia di Yamato, che corrisponde all'attuale prefettura di Nara, costituirono il regno che, nel periodo Kofun (250-538), si espanse conquistando buona parte dei territori delle isole di Honshū, Kyūshū e Shikoku. A seguito di tali conquiste, ai sovrani di Yamato fu riconosciuto il titolo di "grande re" (大王?, Ōkimi) di Yamato. Fu solo a partire dal VII secolo che il "grande regno" venne chiamato impero, ed il titolo di imperatore fu esteso a tutti i sovrani precedenti della dinastia.
Quando salì al trono, Ninken spostò la corte nel nuovo palazzo Iso no Kami no Hirotaka a Tenri, a pochi chilometri dal precedente palazzo imperiale, che si trovava ad Asuka kyō, secondo la tradizione che vedeva di cattivo auspicio per un imperatore giapponese risiedere nello stesso palazzo del defunto predecessore. Secondo i Nihongi, Ninken fece uso anche di altri due palazzi imperiali.
La moglie Kasuga no Oiratsume, figlia di Yūryaku, divenne imperatrice consorte e gli diede sette figli, sei femmine ed un maschio, Ohatsuse no Wakasazaki, che sarebbe stato nominato erede al trono e gli sarebbe succeduto diventando l'imperatore Buretsu. Una figlia di Ninken e Ohatsuse, Tashiraka, fu più tardi data in moglie al successore di Buretsu, Keitai, da cui ebbe Kinmei, futuro monarca e antenato diretto di tutti i successivi imperatori giapponesi. Un'altra delle loro figlie, Tachibana, diverrà la consorte dell'imperatore Senka e madre della principessa Iwahime, che divenne moglie di Kinmei, dandogli Bidatsu, futuro imperatore. Secondo i Nihongi, Ninken ebbe almeno un'altra consorte.
Il suo regno corrispose ad un periodo di pace e benessere del paese, che venne amministrato saggiamente e godette di buoni raccolti. Furono fatti arrivare lavoratori qualificati dal regno coreano di Goguryeo. Durante i 10 anni in cui fu al potere, non si registrarono altri eventi degni di nota.
Ninken morì nel palazzo imperiale di Tenri l'ottavo giorno dell'ottavo mese dell'undicesimo anno del suo regno, nel 498. Secondo i Nihongi, fu sepolto nel mausoleo Hanyū no Sakamoto no misasagi a lui dedicato, che si trova ad Osaka.

## Discendenza
Spose e discendenti:
- Imperatrice consorte Kasugano Oiratsume, figlia dell'imperatore Yūryaku e di Woguna Kimi, che ha generato la seguente prole:
  - Principessa Takahashi no Oho Iratsume, o Takaki no Iratsume
  - Principessa Asatsuma, o Takara no Iratsume
  - Principessa Tashiraka no Iratsume, che nel 507 sposa l'imperatore Keitai, da cui ebbe Kinmei
  - Principessa Kusuhi no Iratsume, o Kasubi no Iratsume
  - Principessa Tachibana no Nakatsu, che andrà in moglie all'imperatore Senka, dal quale avrà la principessa Iwahime, che sarà moglie di Kinmei e madre di Bidatsu
  - Principe Wohatsuse no Waka Sazaki, che diverrà l'imperatore Buretsu
  - Principessa Mawaka
- Ohonuka kimi no Iratsume, figlia di Wani no Hifure no Omi e madre della
  - Principessa Kasuga no Yamada no Oho Iratsume, che nel 531 sposerà l'imperatore Ankan